# 寺社領
寺社領（じしゃりょう）とは、かつて日本にあった領地区分のひとつ。

## 概要

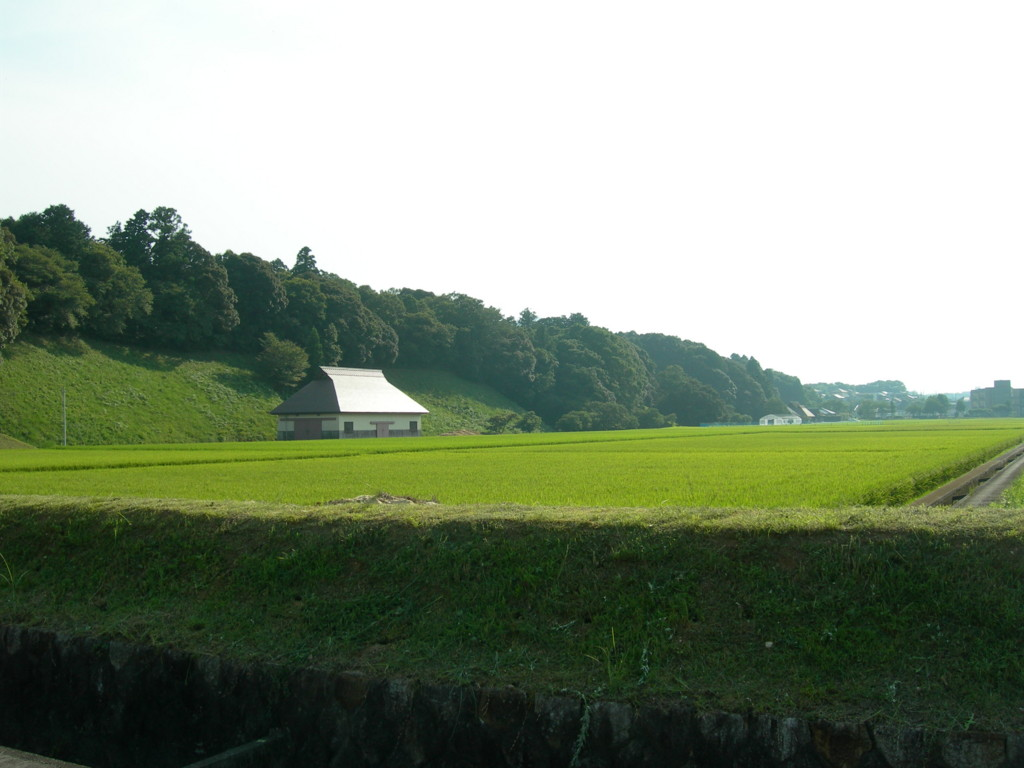
伊勢神宮の神田

主に寺社領とは、寺社の維持・運営のために設置された所領のことである。
古代においては自前の領田（神田・寺田）に加え、律令国家によって給付された封戸や墾田開発によって成立した初期荘園が寺社の大きな収入源であった（一部の大寺院・大神社には造寺司や神郡の制度もあった）。ところが、律令制の弛緩とともに封戸や初期荘園の機能が形骸化した。これに替わって平安時代中期以後に不輸の権などを獲得した寄進地系荘園を経営基盤として現地に預所を派遣するとともに、現地の有力者や農民を荘官・名主に任命して国衙からの支配に対抗した。
ただし、寺院と神社では支配の傾向に違いがあり、寺院では荘園領主としての権限が複数の職に分割されずに一元的な支配が行われるか、寺院本体とそこに属する院家の間で分割され、他者の参入を防ごうとしたが、14世紀になると武士による侵略に晒されたために、寺院周辺の荘園における直務支配を強化して確実に加地子得分の確保を目指すようになった。一方神社では社家が荘園を分割支配して安定した収入確保を図ろうとするが、次第に自己の家領として私物化して場合によっては第三者に譲渡する例も現れた。そこで、外部からの侵略と内部からの押領を防ぐために各種の寺社興行法が定められたが、効力は薄かった。
やがて、南北朝や戦国の戦乱によって荘園制が崩壊すると、多くの寺社領が失われ、統一政権では検地の強化によって、一部の朱印地が幕藩体制によって保護されるに過ぎなくなる。
そして、明治政府の地租改正に伴う1871年（明治4年）と1875年（明治8年）の上知令により境内以外の土地が没収された。
寺社領が完全に解体されたのは第2次世界大戦後のアメリカ進駐軍による農地改革で、これと檀家制度の解体も加わり大寺も含め多くの寺院が困窮した。

## 幕末の寺社領
国立歴史民俗博物館の『旧高旧領取調帳データベース』に記載されている幕末期の全国各地の寺社領（除地を含む）は以下の通り。
相給であってもここでは1村として数える。

### 一覧
- 羽後国
  - 飽海郡のうち - 21村
- 羽前国
  - 村山郡のうち - 113村
  - 最上郡のうち - 10村
  - 田川郡のうち - 23村
- 常陸国
  - 茨城郡のうち - 158村
  - 那珂郡のうち - 106村
  - 久慈郡のうち - 121村
  - 多賀郡のうち - 61村
  - 鹿島郡のうち - 14村
  - 行方郡のうち - 27村
  - 新治郡のうち - 30村
  - 河内郡のうち - 13村
  - 信太郡のうち - 2村
  - 筑波郡のうち - 55村
  - 真壁郡のうち - 131村
- 下野国
  - 都賀郡のうち - 73村
  - 安蘇郡のうち - 14村
  - 梁田郡のうち - 1村
  - 足利郡のうち - 13村
  - 河内郡のうち - 44村
  - 芳賀郡のうち - 65村
  - 那須郡のうち - 16村
  - 塩谷郡のうち - 19村
- 上野国
  - 群馬郡のうち - 53村
  - 勢多郡のうち - 11村
  - 利根郡のうち - 3村
  - 碓氷郡のうち - 28村
  - 吾妻郡のうち - 1村
  - 甘楽郡のうち - 26村
  - 佐位郡のうち - 5村
  - 多胡郡のうち - 6村
  - 緑野郡のうち - 10村
  - 片岡郡のうち - 3村
  - 那波郡のうち - 7村
  - 新田郡のうち - 18村
  - 山田郡のうち - 14村
  - 邑楽郡のうち - 8村
- 下総国
  - 葛飾郡のうち - 52村
  - 猿島郡のうち - 25村
  - 結城郡のうち - 19村
  - 豊田郡のうち - 25村
  - 岡田郡のうち - 14村
  - 千葉郡のうち - 16村
  - 印旛郡のうち - 13村
  - 埴生郡のうち - 3村
  - 香取郡のうち - 31村
  - 匝瑳郡のうち - 5村
  - 海上郡のうち - 10村
  - 相馬郡のうち - 42村
- 上総国
  - 天羽郡のうち - 8村
  - 周淮郡のうち - 11村
  - 望陀郡のうち - 19村
  - 市原郡のうち - 24村
  - 夷隅郡のうち - 10村
  - 埴生郡のうち - 9村
  - 長柄郡のうち - 17村
  - 山辺郡のうち - 13村
  - 武射郡のうち - 4村
- 安房国
  - 長狭郡のうち - 17村
  - 朝夷郡のうち - 16村
  - 平郡のうち - 40村
  - 安房郡のうち - 35村
- 武蔵国
  - 豊島郡のうち - 88村
  - 荏原郡のうち - 35村
  - 足立郡のうち - 78村
  - 葛飾郡のうち - 42村
  - 多摩郡のうち - 163村
  - 久良岐郡のうち - 12村
  - 橘樹郡のうち - 49村
  - 都筑郡のうち - 34村
  - 埼玉郡のうち - 65村
  - 比企郡のうち - 25村
  - 高麗郡のうち - 29村
  - 男衾郡のうち - 8村
  - 入間郡のうち - 51村
  - 榛沢郡のうち - 5村
  - 児玉郡のうち - 4村
  - 秩父郡のうち - 11村
  - 那珂郡のうち - 2村
  - 横見郡のうち - 6村
  - 大里郡のうち - 5村
  - 賀美郡のうち - 2村
  - 新座郡のうち - 1村
  - 幡羅郡のうち - 15村
- 相模国
  - 三浦郡のうち - 25村
  - 鎌倉郡のうち - 33村
  - 高座郡のうち - 38村
  - 足柄上郡のうち - 73村
  - 足柄下郡のうち - 68村
  - 淘綾郡のうち - 14村
  - 大住郡のうち - 68村
  - 愛甲郡のうち - 31村
  - 津久井郡のうち - 27村
- 越後国
  - 頸城郡のうち - 420村
  - 古志郡のうち - 23村
  - 魚沼郡のうち - 134村
  - 刈羽郡のうち - 95村
  - 三島郡のうち - 72村
  - 蒲原郡のうち - 8村
- 佐渡国
  - 羽茂郡のうち - 12村
- 越前国
  - 南条郡のうち - 1村
  - 今立郡のうち - 5村
  - 丹生郡のうち - 12村
  - 大野郡のうち - 11村
  - 足羽郡のうち - 1村
  - 吉田郡のうち - 1村
  - 坂井郡のうち - 5村
  - 敦賀郡のうち - 3村
- 甲斐国
  - 山梨郡のうち - 104村
  - 八代郡のうち - 85村
  - 巨摩郡のうち - 183村
  - 都留郡のうち - 53村
- 信濃国
  - 水内郡のうち - 136村
  - 高井郡のうち - 80村
  - 埴科郡のうち - 30村
  - 更級郡のうち - 62村
  - 小県郡のうち - 24村
  - 佐久郡のうち - 129村
  - 筑摩郡のうち - 142村
  - 安曇郡のうち - 138村
  - 諏訪郡のうち - 3村
  - 伊那郡のうち - 103村
- 飛騨国
  - 益田郡のうち - 30村
  - 大野郡のうち - 64村
  - 吉城郡のうち - 49村
- 美濃国
  - 厚見郡のうち - 17村
  - 石津郡のうち - 4村
  - 多芸郡のうち - 5村
  - 不破郡のうち - 3村
  - 安八郡のうち - 6村
  - 大野郡のうち - 9村
  - 本巣郡のうち - 3村
  - 席田郡のうち - 2村
  - 方県郡のうち - 2村
  - 山県郡のうち - 4村
  - 武儀郡のうち - 7村
  - 郡上郡のうち - 1村
  - 加茂郡のうち - 5村
  - 可児郡のうち - 6村
  - 土岐郡のうち - 1村
- 伊豆国
  - 君沢郡のうち - 9村
  - 田方郡のうち - 10村
  - 賀茂郡のうち - 24村
  - 那賀郡のうち - 8村
- 駿河国
  - 駿東郡のうち - 125村
  - 富士郡のうち - 70村
  - 庵原郡のうち - 38村
  - 有渡郡のうち - 65村
  - 安倍郡のうち - 45村
  - 志太郡のうち - 114村
  - 益津郡のうち - 34村
- 遠江国
  - 榛原郡のうち - 108村
  - 城東郡のうち - 42村
  - 佐野郡のうち - 38村
  - 周智郡のうち - 78村
  - 磐田郡のうち - 1村
  - 山名郡のうち - 83村
  - 豊田郡のうち - 181村
  - 長上郡のうち - 109村
  - 敷知郡のうち - 105村
  - 麁玉郡のうち - 5村
  - 引佐郡のうち - 24村
  - 浜名郡のうち - 2村
- 三河国
  - 碧海郡のうち - 37村
  - 幡豆郡のうち - 49村
  - 額田郡のうち - 57村
  - 加茂郡のうち - 10村
  - 設楽郡のうち - 59村
  - 宝飯郡のうち - 43村
  - 渥美郡のうち - 45村
  - 八名郡のうち - 32村
- 尾張国
  - 愛知郡のうち - 7村
  - 春日井郡のうち - 8村
  - 丹羽郡のうち - 8村
  - 葉栗郡のうち - 1村
  - 中島郡のうち - 6村
  - 海東郡のうち - 9村
  - 海西郡のうち - 1村
  - 知多郡のうち - 7村
- 伊勢国
  - 桑名郡のうち - 2村
  - 三重郡のうち - 1村
  - 鈴鹿郡のうち - 3村
  - 河曲郡のうち - 1村
  - 奄芸郡のうち - 2村
  - 一志郡のうち - 1村
  - 飯高郡のうち - 2村
  - 飯野郡のうち - 1村
  - 多気郡のうち - 5村
  - 度会郡のうち - 13村
- 近江国
  - 滋賀郡のうち - 38村
  - 栗太郡のうち - 16村
  - 甲賀郡のうち - 55村
  - 野洲郡のうち - 29村
  - 蒲生郡のうち - 12村
  - 神崎郡のうち - 1村
  - 愛知郡のうち - 5村
  - 犬上郡のうち - 3村
  - 坂田郡のうち - 10村
  - 浅井郡のうち - 9村
  - 伊香郡のうち - 3村
  - 高島郡のうち - 9村
- 山城国
  - 愛宕郡のうち - 46村
  - 葛野郡のうち - 49村
  - 乙訓郡のうち - 23村
  - 紀伊郡のうち - 15村
  - 宇治郡のうち - 13村
  - 久世郡のうち - 6村
  - 綴喜郡のうち - 11村
  - 相楽郡のうち - 7村
- 摂津国
  - 東成郡のうち - 1村
  - 西成郡のうち - 2村
  - 住吉郡のうち - 16村
  - 島下郡のうち - 5村
  - 島上郡のうち - 8村
  - 豊島郡のうち - 1村
  - 能勢郡のうち - 15村
  - 八部郡のうち - 18村
  - 菟原郡のうち - 3村
  - 川辺郡のうち - 53村
  - 有馬郡のうち - 15村
- 河内国
  - 錦部郡のうち - 35村
  - 石川郡のうち - 37村
  - 古市郡のうち - 7村
  - 安宿部郡のうち - 2村
  - 大県郡のうち - 11村
  - 高安郡のうち - 5村
  - 河内郡のうち - 14村
  - 讃良郡のうち - 14村
  - 茨田郡のうち - 41村
  - 交野郡のうち - 21村
  - 若江郡のうち - 39村
  - 渋川郡のうち - 20村
  - 志紀郡のうち - 14村
  - 丹北郡のうち - 33村
  - 丹南郡のうち - 37村
- 和泉国
  - 大鳥郡のうち - 78村
  - 和泉郡のうち - 75村
  - 南郡のうち - 63村
  - 日根郡のうち - 74村
- 大和国
  - 添上郡のうち - 76村
  - 添下郡のうち - 42村
  - 平群郡のうち - 42村
  - 広瀬郡のうち - 21村
  - 葛上郡のうち - 34村
  - 葛下郡のうち - 36村
  - 式上郡のうち - 50村
  - 式下郡のうち - 30村
  - 忍海郡のうち - 7村
  - 宇智郡のうち - 9村
  - 宇陀郡のうち - 103村
  - 高市郡のうち - 20村
  - 十市郡のうち - 46村
  - 山辺郡のうち - 61村
  - 吉野郡のうち - 92村
- 丹波国
  - 桑田郡のうち - 1村
  - 船井郡のうち - 7村
- 因幡国
  - 岩井郡のうち - 1村
  - 法美郡のうち - 6村
  - 八東郡のうち - 2村
  - 八上郡のうち - 1村
  - 智頭郡のうち - 1村
  - 邑美郡のうち - 4村
  - 高草郡のうち - 9村
  - 気多郡のうち - 21村
- 伯耆国
  - 河村郡のうち - 9村
  - 久米郡のうち - 4村
  - 八橋郡のうち - 8村
  - 汗入郡のうち - 16村
  - 会見郡のうち - 21村
  - 日野郡のうち - 29村
- 出雲国
  - 出雲郡のうち - 3村
  - 神門郡のうち - 6村
- 播磨国
  - 美嚢郡のうち - 49村
  - 明石郡のうち - 28村
  - 加古郡のうち - 23村
  - 印南郡のうち - 14村
  - 加東郡のうち - 52村
  - 多可郡のうち - 58村
  - 加西郡のうち - 24村
  - 神東郡のうち - 5村
  - 神西郡のうち - 7村
  - 飾東郡のうち - 17村
  - 飾西郡のうち - 5村
  - 揖東郡のうち - 8村
  - 揖西郡のうち - 4村
  - 赤穂郡のうち - 2村
  - 佐用郡のうち - 1村
  - 宍粟郡のうち - 7村
- 備前国
  - 御野郡のうち - 1村
- 美作国
  - 久米南条郡のうち - 1村
- 備中国
  - 小田郡のうち - 4村
  - 阿賀郡のうち - 4村
  - 後月郡のうち - 6村
  - 浅口郡のうち - 2村
  - 賀陽郡のうち - 1村
  - 下道郡のうち - 1村
  - 上房郡のうち - 2村
  - 哲多郡のうち - 3村
  - 川上郡のうち - 1村
- 紀伊国
  - 名草郡のうち - 1村
  - 那賀郡のうち - 84村
  - 伊都郡のうち - 74村
- 阿波国
  - 名東郡のうち - 12村
  - 名西郡のうち - 2村
  - 板野郡のうち - 13村
  - 阿波郡のうち - 4村
  - 麻植郡のうち - 2村
  - 三好郡のうち - 2村
  - 海部郡のうち - 2村
  - 那賀郡のうち - 10村
  - 勝浦郡のうち - 3村
- 讃岐国
  - 香川郡のうち - 3村
  - 那珂郡のうち - 1村
  - 阿野郡のうち - 5村
- 豊前国
  - 企救郡のうち - 9村
- 肥後国
  - 天草郡のうち - 8村